# Nieposłuszeństwo konia

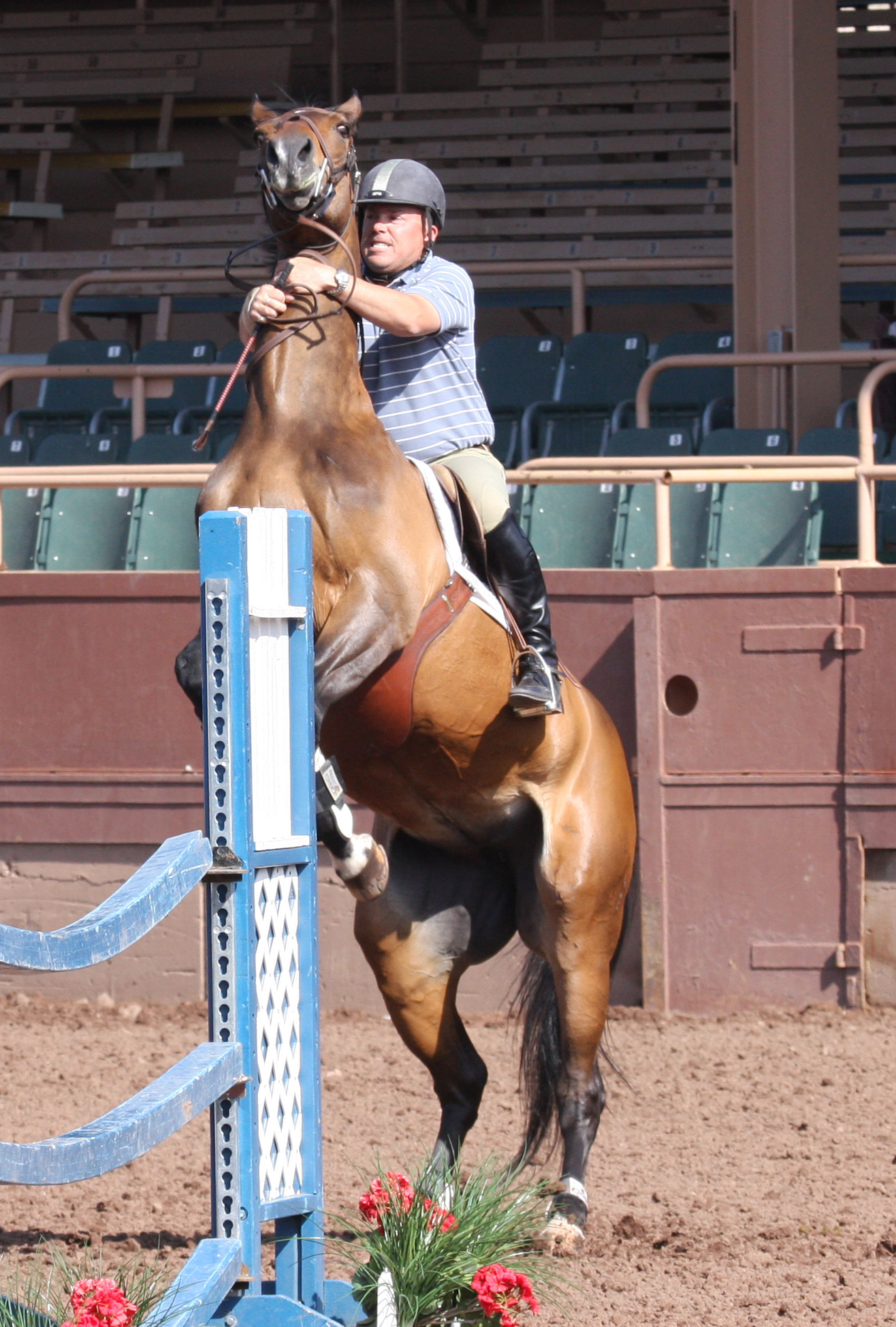
Nieposłuszeństwo konia – koń „wspina się”

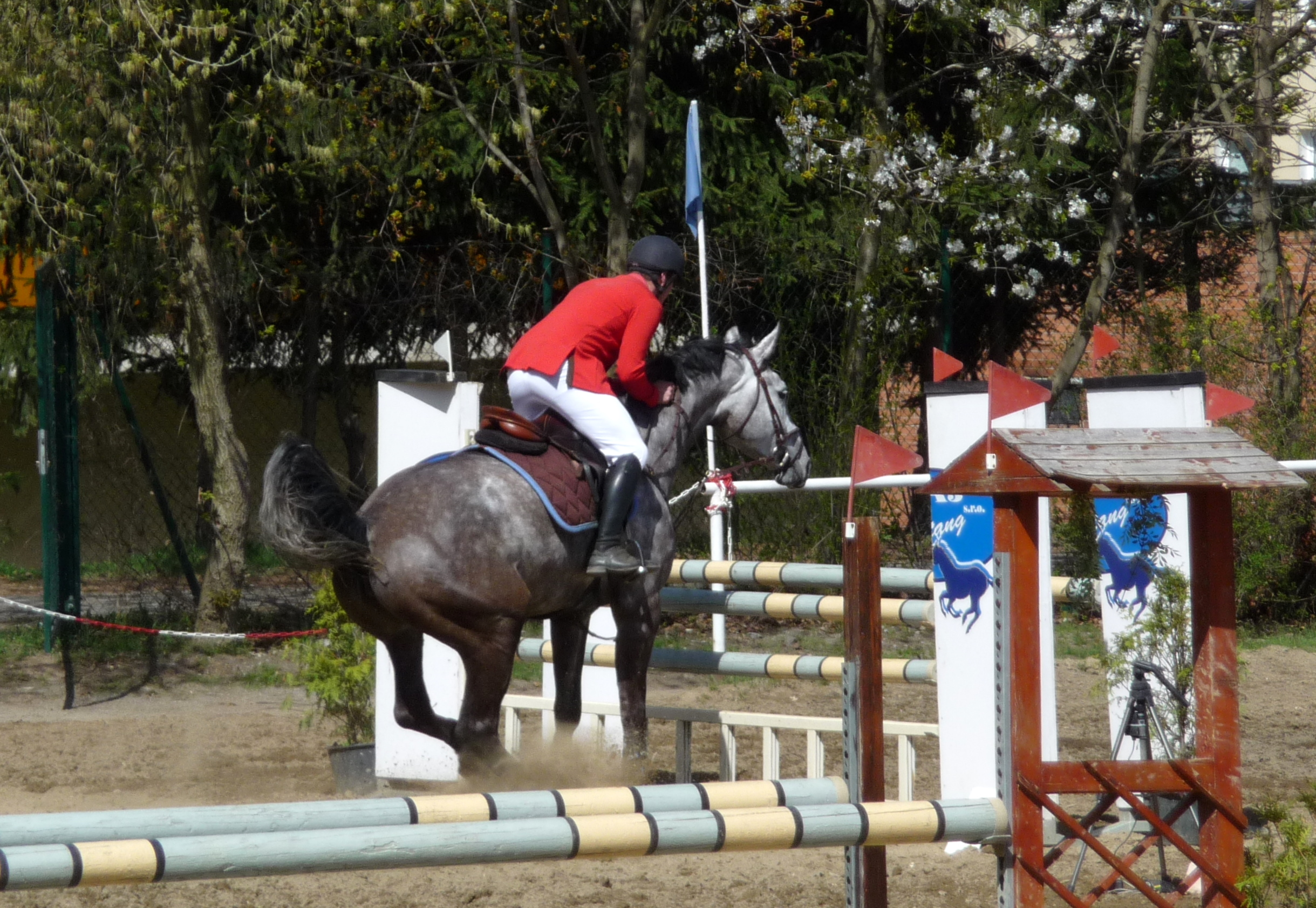
Odmowa skoku

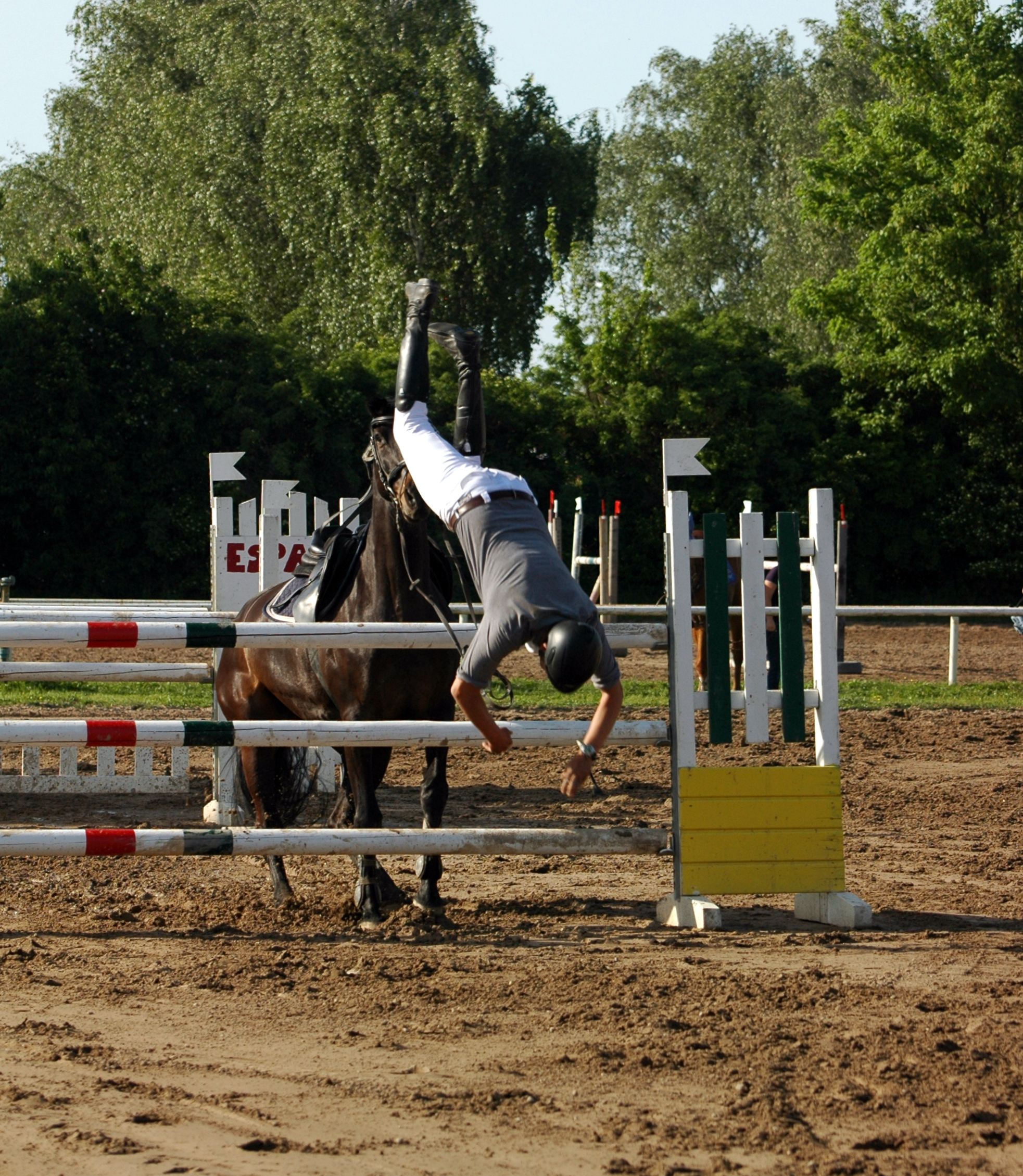
Nieposłuszeństwo konia niekiedy skończyć się może dotkliwie dla jeźdźca

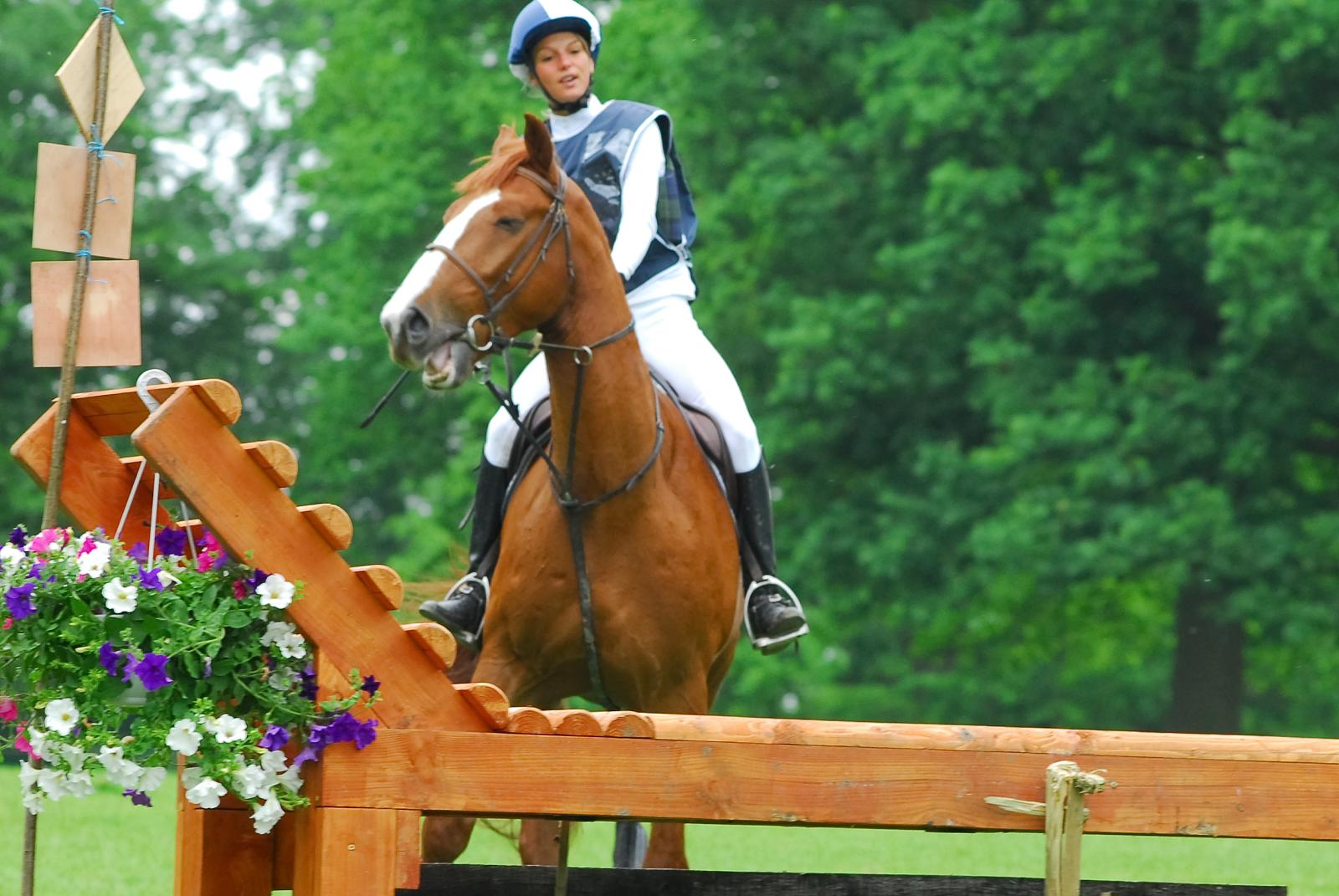
Nieposłuszeństwo konia w próbie terenowej WKKW

Nieposłuszeństwo konia – w jeździectwie sytuacja skutkująca punktami karnymi lub eliminacją jeźdźca podczas konkursu skoków przez przeszkody lub podczas próby terenowej w zawodach wszechstronnego konkursu konia wierzchowego (WKKW). Do nieposłuszeństwa konia zalicza się: wyłamanie, odmowę skoku oraz opór konia, jak również wykonanie na torze wolty lub okrążenie przeszkody.

## Wyłamanie i opór
Wyłamanie polega na wymknięciu się konia spod kontroli jeźdźca i ominięciu przeszkody, którą powinien przeskoczyć lub obowiązkowego przejazdu, który powinien przejechać.
Oporem konia nazywane są przypadki, gdy odmawia on poruszania się naprzód, zatrzymuje się, wykonuje pętle, „wspina się” lub cofa. Za opór uznaje się też zatrzymanie konia przez jeźdźca podczas rozpoczętego przejazdu, bez względu na przyczynę (wyjątkiem jest zatrzymanie w celu wskazania sędziemu źle odbudowanej przeszkody lub innych nieprzewidzianych okoliczności).

## Odmowa skoku
W dyscyplinie skoków przez przeszkody, odmowa skoku polega na zatrzymaniu się konia przed przeszkodą, którą powinien skoczyć, wskutek czego zostaje ona strącona lub przesunięta. W takiej sytuacji, sędzia zatrzymuje odmierzanie czasu (sygnał dźwiękowy), przeszkoda zostaje odbudowana, a jeździec ponawia próbę skoku i pomiar czasu zostaje wznowiony.
Jeśli koń pomimo oporu pokona przeszkodę, lecz ją uszkodzi, sędzia decyduje, czy należy sytuację zaliczyć jako zrzutkę (bez zatrzymania czasu, sygnału dźwiękowego i powtórzenia skoku) czy jako odmowę.
Jeśli koń zatrzyma się przed przeszkodą, ale jej nie strąci ani nie cofnie się i przeskoczy „z miejsca”, nie jest to zaliczane jako błąd. Jednak często skok z miejsca nie jest możliwy, a nawrót i ponowny najazd wymagają wykonania wolty – wówczas błąd i tak jest punktowany.

## Konsekwencje
W dyscyplinie skoków, w klasach konkursów poniżej N1 włącznie (wysokość przeszkód do 125 cm), pierwsze nieposłuszeństwo konia karane jest 4 punktami karnymi, a drugie 8. W klasach tych eliminację z konkursu powoduje trzecie nieposłuszeństwo konia. W klasach powyżej N1 (wysokość przeszkód od 130 cm) eliminacją skutkuje już drugie nieposłuszeństwo, podobnie jest podczas próby skoków WKKW.
Jeśli nieposłuszeństwo spowodowało naruszenie przeszkody i trzeba ją odbudować, odmierzanie czasu przebiegu zostaje w tym celu zatrzymane i dolicza się 6 sekund korekty. Jeśli przy nieposłuszeństwie nie doszło do naruszenia przeszkody, naliczane są punkty karne, a jeździec ponawia próbę skoku i kontynuacji przejazdu. Nieposłuszeństwo oprócz punktów karnych, skutkuje także dłuższym czasem przejazdu. Opór konia trwający ponad 45 sekund skutkuje eliminacją z konkursu.
Jeżeli doszło do eliminacji z konkursu, para może wykonać nieliczący się do konkursu „skok posłuszeństwa”.

## Nieposłuszeństwo w próbie terenowej WKKW
W próbie terenowej WKKW za nieposłuszeństwo konia uważa się, podobnie jak w skokach: odmowę, wyłamanie lub wykonanie wolty. Pierwsze nieposłuszeństwo skutkuje 20 punktami karnymi, drugie na tej samej przeszkodzie – 40 punktami, a trzecie – eliminacją. Uszkodzenie przeszkody (mniej prawdopodobne niż w przypadku dyscypliny skoków z powodu konstrukcji przeszkód) obciąża jeźdźca 11 punktami karnymi.